# Гидарн Младший
Гидарн Младший (др.-греч. Ὑδάρνης, древнеперсидский язык: Vidarna) — сын Гидарна Старшего, одного из заговорщиков против Лже-Смердиса, персидский полководец империи Ахеменидов в V веке до н. э.
Во время правления Ксеркса I Гидарн был одним из командующих Вторым персидским походом против Греции в 480 году до н. э., командовал «бессмертными», тогда как его брат Сисамн возглавил контингент жителей сатрапии Ария.
В первый день Фермопильского сражения Гидарн повёл мириаду «бессмертных» против фаланги спартанцев Леонида, однако попытка прорваться сквозь их строй провалилась. На второй день местный обитатель Эфиальт предал спартанцев, рассказав персам о тайной козьей тропе в обход Фермопил, что позволило Гидарну и его «бессмертным» обойти спартанцев и разгромить их.
После разгрома персов в Саламинском сражении Ксеркс I решил вернуться в Азию, оставив крупную армию под командованием Мардония на зимовку в Фессалии. Гидарн предпочёл остаться вместе с царём и вернуться с ним в Азию, поэтому Ксеркс доверил Гидарну собрать персидскую армию и перевести её в Азию через Геллеспонт. После этого события имя Гидарна более не упоминается в источниках.